# Winfield Sheehan
Pour les articles homonymes, voir Sheehan.
Winfield R. Sheehan (1883–1945) est un producteur de cinéma américain.
Il a été responsable de la plupart des productions de la Fox dans les années 1920 et 1930. En tant que producteur il remporte un Oscar pour le film Cavalcade et a été nommé à trois autres reprises.

## Biographie
Né le 24 septembre 1883 à Buffalo (New York), il a participé à la Guerre hispano-américaine dans sa jeunesse. Il a ensuite été journaliste dans les années 1900, puis a rejoint le producteur William Fox, devient son secrétaire personnel puis manager général et enfin vice-président. C'est lui qui remarque Rita Hayworth et Shirley Temple en particulier. Il a été responsable de la production entre 1926 et 1935; quand le studio est absorbé par la 20th Century Fox il est remplacé par  Darryl Zanuck, et devient producteur indépendant jusqu'à sa mort le 25 juillet 1945.

## Filmographie partielle
en tant que producteur sauf mention contraire
- 1918 : The Woman and the Law (producteur exécutif)
- 1926 : Sa Majesté la Femme (Fig Leaves) (superviseur)
- 1929 : La Garde noire (The Black Watch)
- 1931 : East Lynne
- 1931 : Bad Girl
- 1932 : Disorderly Conduct (co scénariste)[3]
- 1933 : La Foire aux illusions
- 1933 : Cavalcade
- 1934 : Les Nuits de New York (Now I'll Tell)
- 1934 : Le Ministère des amusements (Stand Up and Cheer!) de Hamilton MacFadden
- 1934 : Marie Galante
- 1934 : Quelle veine ! (Call It Luck) de James Tinling
- 1934 : La P'tite Shirley
- 1934 : Carolina
- 1935 : Boucles d'or
- 1935 : One More Spring
- 1945 : Captain Eddie

## Nominations et récompenses
- 1931 : nommé lors de la 4e cérémonie des Oscars  pour East Lynne en tant que producteur
- 1932 : nommé lors de la 5e cérémonie des Oscars pour Bad Girl en tant que producteur
- 1934 : 
  - nommé lors de la 6e cérémonie des Oscars pour La Foire aux illusions en tant que producteur
  - Oscar pour Cavalcade en tant que producteur[4]